# Polymixis leuconota
Polymixis leuconota is een vlinder uit de familie uilen (Noctuidae). De wetenschappelijke naam is voor het eerst geldig gepubliceerd in 1841 door Frivaldszky.
De soort komt voor in Europa.